# Rymosia balachowskyi
Rymosia balachowskyi är en tvåvingeart som beskrevs av Loïc Matile 1969. Rymosia balachowskyi ingår i släktet Rymosia och familjen svampmyggor. Inga underarter finns listade i Catalogue of Life.